# Ano-Genital-Kontrolle
Ano-Genital-Kontrolle ist die fachliche Bezeichnung für das intime gegenseitige Beschnuppern von Hunden, Ratten, Kaninchen und anderen Tieren in der Anal- und Genitalregion. Es ist besonders bei Individuen unterschiedlichen Geschlechtes zu beobachten.
Laut Dorit Feddersen-Petersen dient dieser auch als Analwittern oder Genitalwittern beschriebene  Vorgang, ebenso wie der Naso-Nasal-Kontakt, sowohl zur Klärung der Rangordnung als auch zur Ermittlung des sozialen und sexuellen Status des Artgenossen  (Wirbeltierpheromone, Jacobsonsches Organ). Erschnuppert werden dabei die von  Analdrüsen und Geschlechtsdrüsen freigesetzten Sekrete.
Nicht zu verwechseln ist das Genitalwittern mit dem 1944 erstmals beschriebenen Violwittern der Füchse und Kojoten, bei dem die Oberseite der Schwanzwurzel berochen und gelegentlich mit den Schneidezähnen beknabbert wird. Welche Funktion dieser Kontakt zur Violdrüse hat, ist nicht eindeutig geklärt. Strittig ist zudem, ob das Violwittern nur bei Füchsen und Kojoten auftritt oder auch bei Wölfen und Haushunden.